# Cortébert
Cortébert je obec v okrese Bernský Jura v kantonu Bern ve Švýcarsku. Žije zde 700 obyvatel.

## Geografie

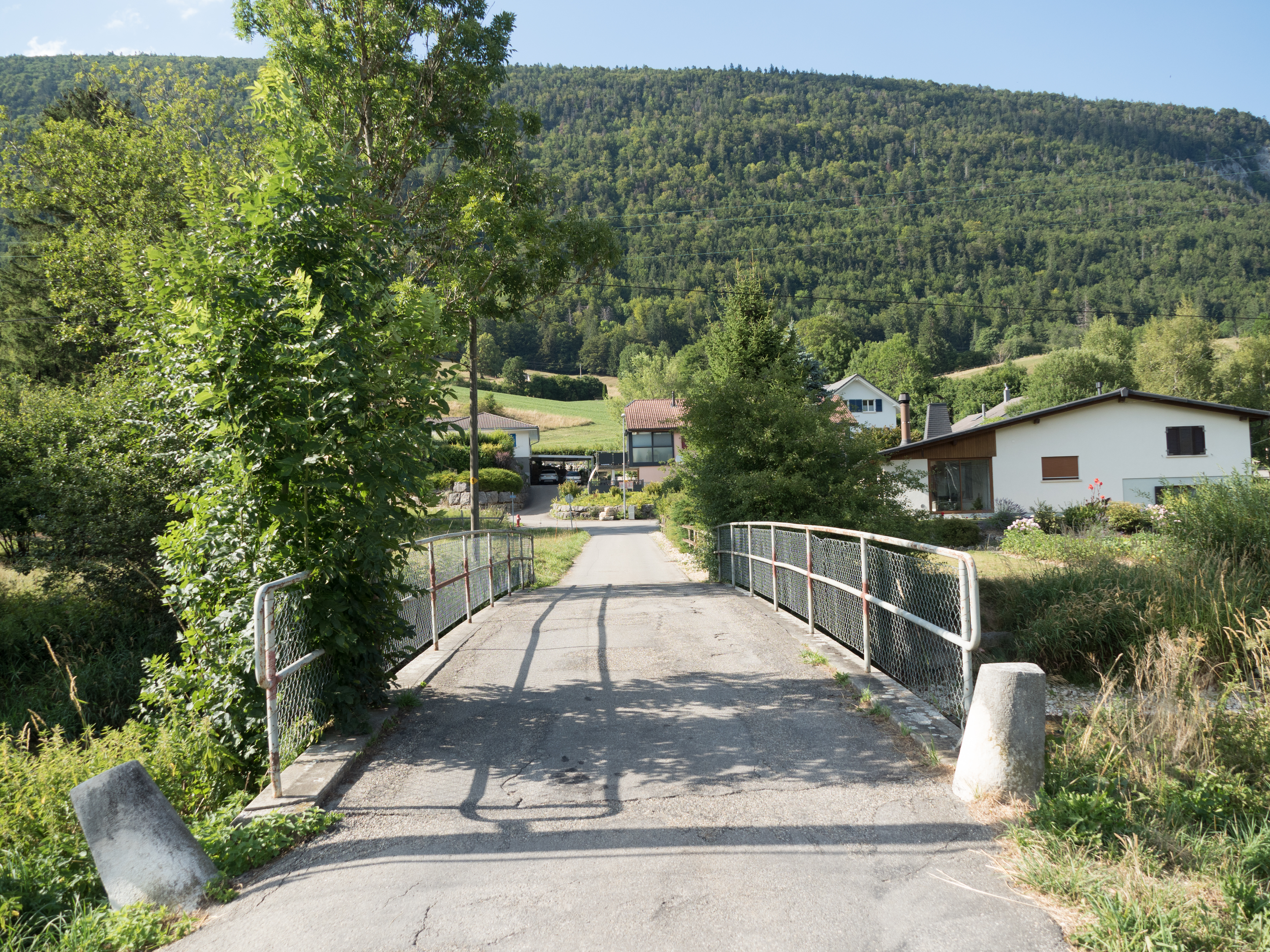
Most přes řeku Suze v Cortébert

Cortébert leží v nadmořské výšce 680 m, vzdušnou čarou 12 km severozápadně od města Biel. Kompaktní obec leží ve východní části údolí Vallon de Saint-Imier po obou stranách řeky Suze (německy Schüss).
Území obce o rozloze 14,8 km² pokrývá část široké údolní kotliny Vallon de Saint-Imier. Centrální část tvoří 500 m široké údolí řeky Suze. Na severu oblast zasahuje do antiklinály Montagne du Droit (až 1210 m n. m.). Na jihu se Cortébert rozprostírá až k výšinám masivu Chasseral, kde se nachází nejvyšší bod obce ve výšce 1400 m n. m. Na jihu se Cortébert rozprostírá až k vrcholkům pohoří Chasseral. Na vrcholu pohoří Chasseral došlo během milionů let k rozpadu a erozi tvrdé nadložní horniny, která vytvořila severní a jižní hřeben. Mezi nimi se nachází antiklinální údolí, které již bylo erodováno až k další vrstvě tvrdých hornin. Tato klenba tvoří třetí hřbet mezi oběma vnějšími hřbety. Na severním úbočí masivu Chasseral vyhloubil potok Grabe, který se u Cortébertu vlévá do řeky Suze, hluboké erozní údolí Chenau de l’Envers. Na širokých hřebenech Montagne du Droit a masivu Chasseral, zejména na náhorní plošině Prés de Cortébert, se nacházejí rozsáhlé jurské vysokohorské pastviny s typickými mohutnými smrky, které zde stojí buď jednotlivě, nebo ve skupinách. V roce 1997 tvořila 3 % rozlohy obce zastavěná plocha, 47 % lesy a lesní porosty, 49 % zemědělství a necelé 1 % neproduktivní půda.
Cortébert zahrnuje četné jednotlivé farmy roztroušené v údolí a na výšinách Jury. Sousedními obcemi Cortébertu jsou Courtelary, Mont-Tramelan, Corgémont a Nods.

## Historie

Letecký pohled (1925)

První písemná zmínka o obci pochází z roku 1178 pod jménem Cortaibert, v roce 1330 se objevuje zápis Corteber. Název místa pravděpodobně pochází z osobního jména Agibertus. Cortébert patřil opatství Moutier-Grandval, i když v obci vlastnil statky také klášter Saint-Imier. V roce 1530 zde byla zavedena reformace. Až do roku 1797 patřila obec k panství Erguel, které podléhalo basilejskému knížecímu biskupství, i když větší vliv mělo občas i město Biel. V letech 1797–1815 patřil Cortébert k Francii a zpočátku byl součástí départementu Mont-Terrible, který byl v roce 1800 sloučen s départementem Haut-Rhin. Na základě rozhodnutí Vídeňského kongresu v roce 1815 se obec stala součástí okresu Courtelary v kantonu Bern.

## Obyvatelstvo
| Vývoj počtu obyvatel | Vývoj počtu obyvatel | Vývoj počtu obyvatel | Vývoj počtu obyvatel | Vývoj počtu obyvatel | Vývoj počtu obyvatel | Vývoj počtu obyvatel | Vývoj počtu obyvatel | Vývoj počtu obyvatel | Vývoj počtu obyvatel | Vývoj počtu obyvatel | Vývoj počtu obyvatel |
| -------------------- | -------------------- | -------------------- | -------------------- | -------------------- | -------------------- | -------------------- | -------------------- | -------------------- | -------------------- | -------------------- | -------------------- |
| Rok                  | 1850                 | 1870                 | 1900                 | 1910                 | 1930                 | 1950                 | 1960                 | 1970                 | 1980                 | 1990                 | 2000                 |
| Počet obyvatel       | 326                  | 652                  | 793                  | 796                  | 792                  | 750                  | 767                  | 776                  | 634                  | 657                  | 714                  |

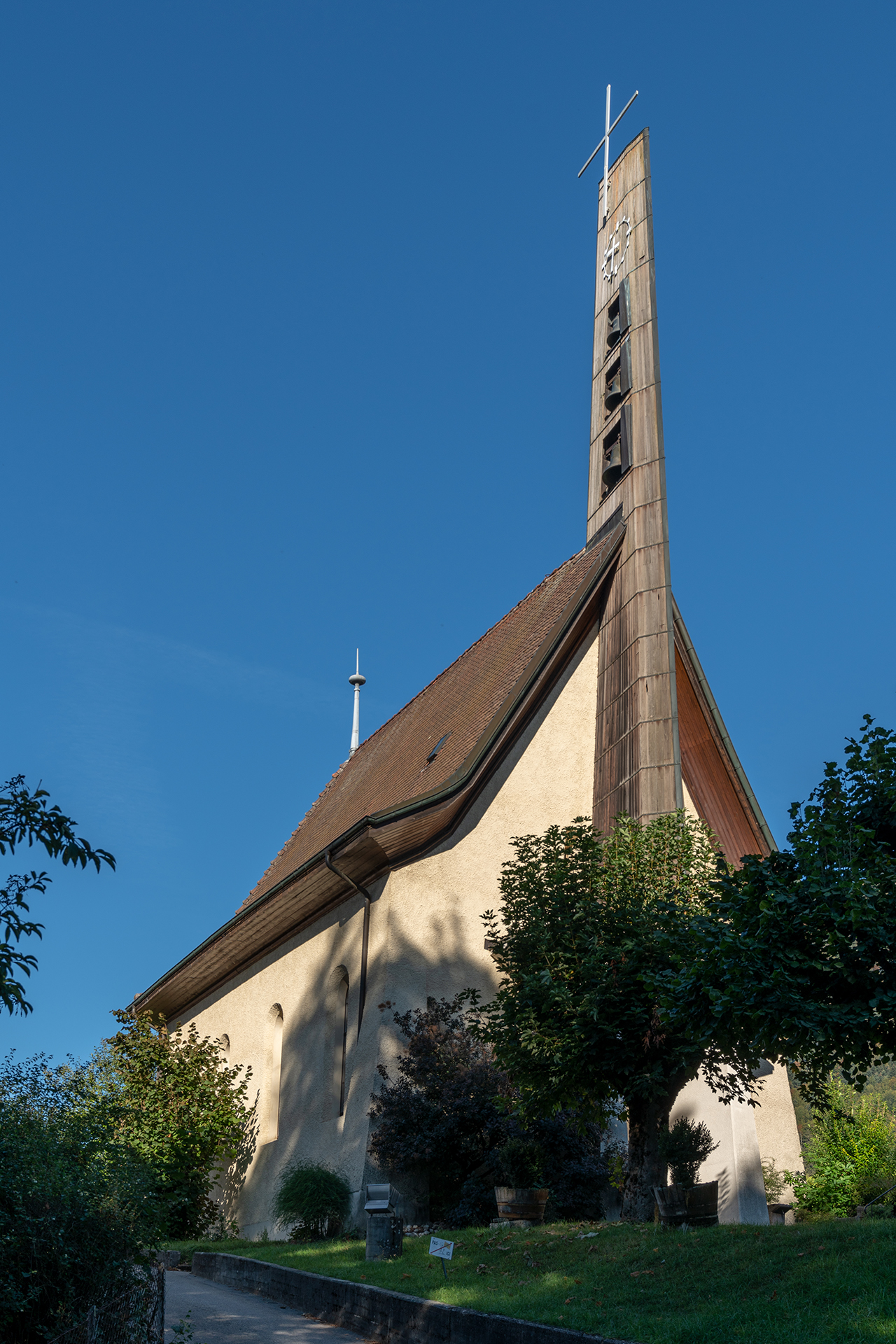
Moderní kaple

Z celkového počtu obyvatel je 73,8 % francouzsky mluvících, 18,6 % německy a 3,2 % italsky mluvících (údaj z roku 2000). V roce 1850 měl Cortébert 326 obyvatel, poté došlo do roku 1900 k prudkému nárůstu díky industrializaci. Od roku 1900 se pohybuje mezi 600 a 800 obyvateli.

## Hospodářství

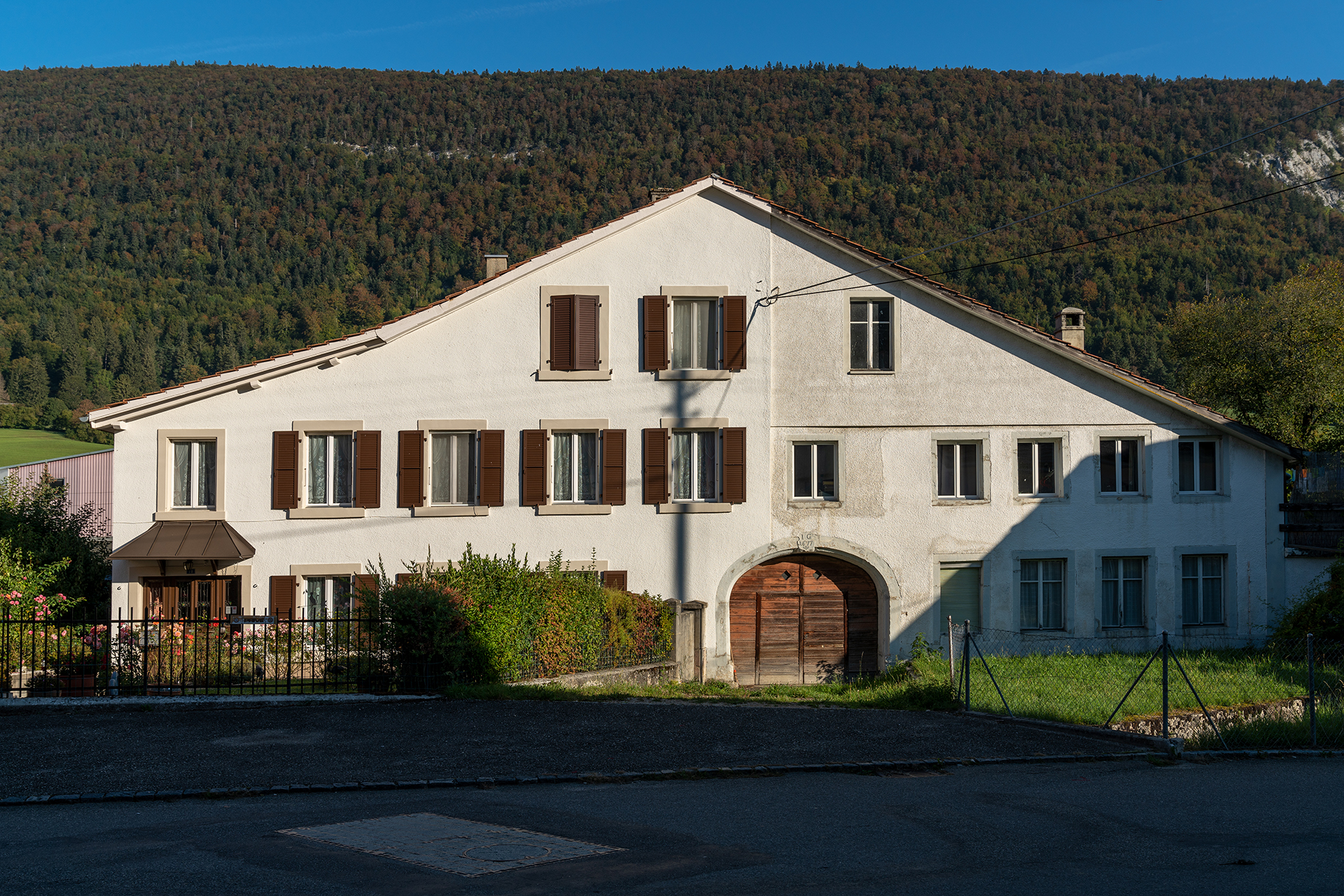
Tradiční usedlost v obci

Až do poloviny 19. století byl Cortébert zemědělskou obcí, v níž se nacházelo několik mlýnů a soukenických dílen. V roce 1865 se v Cortébertu prosadilo hodinářství, když zde byla otevřena manufaktura Raiguel Juillard et Cie. (později přejmenovaná na Cortébert Watch & Co). Od druhé poloviny 19. století se díky hodinářskému průmyslu město těšilo hospodářskému rozmachu. S krizí hodinářského průmyslu kolem roku 1930 došlo k uzavření menších podniků a v roce 1962 převzala společnost Cortébert Watch společnost Omega SA. Výroba byla definitivně ukončena v 80. letech 20. století a budova byla přestavěna na obytný dům. Od roku 1990 vznikla na západním okraji obce průmyslová a obchodní zóna. Důležitou roli zde stále hraje zemědělství s chovem dobytka a mlékárenstvím, v nižších polohách i některé druhy orné půdy a ovocnářství. Na horských výšinách se nachází několik horských hostinců, francouzsky nazývaných métairie, které se nacházejí vedle farem. V těchto typických restauracích, které se v oblasti často vyskytují, si hosté mohou pochutnat na pokrmech, jako je Bernerplatte (bernský talíř), rösti nebo fondue jurassienne. Métairie obvykle provozuje vedle farmy zemědělská rodina, i když restaurace není hlavní činností.

## Doprava
Obec má dobré dopravní spojení. Nachází se na frekventované hlavní silnici z Bielu do La Chaux-de-Fonds. Železniční trať z Bielu do Convers se stanicí v Cortébert byla otevřena 30. dubna 1874.